# آتیلا کرستش
آتیلا کِرِستش (مجاری: Keresztes Attila; ۱۸ ژانویهٔ ۱۹۲۸ – ۲۷ سپتامبر ۲۰۰۲) شمشیرباز اهل مجارستان بود.
وی در مسابقات کشوری و بین‌المللی در مجموع برندهٔ ۱ مدال طلا شده‌است.